# Crownpoint (Nuevo México)
Crownpoint es un lugar designado por el censo ubicado en el condado de McKinley en el estado estadounidense de Nuevo México. En el Censo de 2010 tenía una población de 2278 habitantes y una densidad poblacional de 124,79 personas por km².

## Geografía
Crownpoint se encuentra ubicado en las coordenadas 35°41′17″N 108°8′58″O / 35.68806, -108.14944. Según la Oficina del Censo de los Estados Unidos, Crownpoint tiene una superficie total de 18.25 km², de la cual 18.25 km² corresponden a tierra firme y (0%) 0 km² es agua.

## Demografía
Según el censo de 2010, había 2278 personas residiendo en Crownpoint. La densidad de población era de 124,79 hab./km². De los 2278 habitantes, Crownpoint estaba compuesto por el 5% blancos, el 0.35% eran afroamericanos, el 92.45% eran amerindios, el 0.75% eran asiáticos, el 0% eran isleños del Pacífico, el 0.09% eran de otras razas y el 1.36% pertenecían a dos o más razas. Del total de la población el 1.14% eran hispanos o latinos de cualquier raza.